# Большой удар
«Большой удар» (англ. The Big Punch) — фильм нуар режиссёра Шерри Шурдса, который вышел на экраны в 1948 году.
Фильм рассказывает о боксёре Джонни Гранте (Гордон Макрэй), которого подставляют в убийстве полицейского после того, как он вопреки указанию промоутера выигрывает бой, который должен был сдать. Джонни скрывается у своего друга, бывшего футболиста Криса Торгенсона (Уэйн Моррис), который стал священником в небольшом городке в Пенсильвании. В конце концов Крис и местная девушка Карен Лонг (Лоис Максвелл) помогают Джонни справиться с преступниками и восстановить своё доброе имя.
Фильм не привлёк к себе особого внимания критики.
Это был первый фильм актёра Гордона Макрэя после подписания им контракта со студией Warner Bros.

## Сюжет
В Нью-Йорке промоутер боксёрских боёв Кон Фестиг (Энтони Уорд) внимательно следит за карьерой звезды университетской команды по американскому футболу Криса Торгенсона (Уэйн Моррис). Учитывая габариты и спортивный характер Криса, Кон планирует сделать из него сильного профессионального боксёра. Когда Энджел Пэнзер (Джимми Эймс), подручный Фестига, говорит, что Крис собирается стать священником, Фестиг отвечает, что за гонорар в 50 тысяч долларов в год, который тот собирается ему предложить, Крис быстро изменит своё решение и станет боксёром. Однако во время визита в офис Фестига, Крис категорически отказывается от предложения стать боксёром и крупного гонорара, в качестве аргумента читая небольшую проповедь о жизненном предназначении каждого человека, и своим предназначением он считает путь священника. В этот момент в кабинете Фестига находится талантливый боксёр Джонни Грант (Гордон Макрэй), который уже не раз поступался своими принципами и сдавал по указанию Фестига бои другим боксёрам. Джонни ожидает бой с противником, в котором его шансы на победу букмекеры оценивают значительно выше. Зная об этом, Фестиг решает поставить 10 тысяч долларов на победу соперника Джонни, что должно принести ему десятикратную прибыль. Фестиг приказывает Джонни сдать бой своему сопернику в седьмом раунде. Однако после убедительных слов Криса Джонни задумывается над тем, что как настоящий боксёр он должен биться только за победу, вне зависимости от того, что поражение в данном случае принесёт ему значительно большие деньги благодаря игре на ставках. Фестиг недоволен изменившимся настроением Джонни, однако Энджел обещает, что к началу боя с ним будет всё в порядке. На перемену в настроении Джонни обращает внимание и его девушка Мидж Паркер (Мэри Стюарт), которая просит его поступить так, как говорит босс. Несмотря на давление на Джонни, он выходит на бой с чувством победителя, и в седьмом раунде посылает своего соперника в нокаут.
Поступок Джонни возмущает Фестига, и он при помощи Энджела решает жестоко наказать Джонни, одновременно расправившись с назойливым полицейским Райаном, который подозревает, что Фестиг подстраивает итоги боёв, получая незаконную прибыль на ставках. Фестиг посылает Энджела сообщить Джонни, что тому угрожает опасность со стороны его мстительного босса. Энджел говорит Джонни, что лучшим выходом для того было бы немедленно бежать из города. Как только Джонни собирает вещи и срочно уезжает на вокзал, Фестиг приступает ко второй части своего плана. Он вызывает Райана телеграммой от имени Джонни, назначая встречу этим вечером в укромном месте. Когда Райан с телеграммой прибывает на место, Фестиг со своими подручными, угрожая оружием, заставляет того сесть в машину, вывозит в пустынный переулок и там хладнокровно убивает. В привокзальном киоске Джонни видит на первой странице газеты свой портрет и информацию о том, что его разыскивают как подозреваемого в убийстве Райана. В той же газете Джонни видит сообщение, что Крис только что получил назначение в церковь в небольшом городке Лонгэкр в Пенсильвании. Из телефона-автомата Джонни звонит Мидж с просьбой нанять частного детектива, который бы добился снятия с него подозрения в убийстве.
На станции Лонгкэра прибывшего Криса тепло встречают члены приходского совета во главе с президентом местного банка Сэмом Бэнкрофтом (Чарльз Марш). Крису показывают его квартиру и приглашают на ужин в его честь. Перед ужином Крис решает зайти в церковь, где с кафедры репетирует свою предстоящую речь. Его слова слышит Карен Лонг (Лоис Максвелл), молодая красивая женщина, которая считает свою жизнь несчастной и пришла в церковь в поисках душевного успокоения. Карен трогают слова Криса, но когда он замечает её и хочет познакомиться, Карен быстро встаёт и пытается уйти. В этот момент появляется Бэнкрофт, который приглашает как Криса, так и Карен пройти на ужин. Во время ужина, желая произвести приятное впечатление на прихожан, Крис съедает слишком много приготовленной ими еды. Когда он выходит на улицу вместе с Карен, то чувствует, что ему нехорошо. Карен приводит его к себе домой и даёт выпить микстуру от несварения желудка. Она рассказывает Крису, что во время войны была медсестрой, но с тех пор из-за тяжёлых военных воспоминаний не в силах вернуться к этой профессии, и теперь работает в банке.
Позднее вечером в дом к Крису неожиданно стучит Джонни, говоря, что вынужден был бежать от преследования Фестига, вопреки указанию которого выиграл свой последний бой. Видя отчаянное положение Джонни, Крис пускает его жить в свой дом. Вечером к Крису заходит познакомиться шеф полиции Эд Харди (Эдди Данн), который видит Джонни, но ничего не говорит. На следующий день Крис находит для Джонни работу в банке. Джонни направляется в банк, где Карен проводит с ним собеседование, оформляет необходимые документы и знакомит с его новой работой. Джонни, который привык к жизни профессионального боксёра, поначалу трудно работать на новом месте, и он даже хочет уволиться, однако Карен терпеливо помогает ему вникнуть в особенности его новой работы. Джонни очень приятно общение с Карен, и вскоре он влюбляется в неё, однако она даёт ему понять, что между ними существуют только дружеские отношения. Между тем до Криса доходят слухи, что кое-кто в общине недоволен тем, что им назначили в качестве священника бывшего футболиста. В своей очередной проповеди Крис говорит о том, что вне зависимости от его биографии имеет значение только то, что он будет заниматься своим делом 24 часа в сутки, и будет делать это как в здании церкви, так и за его пределами.
Некоторое время спустя в город приезжает Мидж с нанятым ей частным детективом Майло Брауном (Марк Логан). Они увозят Джонни на автомобильную прогулку, в ходе которой Мидж сообщает, что вышла за Майло замуж. После этого она требует, чтобы Джонни помог им ограбить банк, в котором работает. В противном случае она угрожает сдать Джонни полиции. Испуганный Джонни по возвращении домой собирает свои чемоданы и собирается бежать, однако в дверях его останавливает Крис. По его просьбе Джонни рассказывает об обвинении в убийстве полицейского в Нью-Йорке, которое, по его мнению подстроил Фестиг. Он также говорит о том, что его шантажирует бывшая подружка, требуя стать соучастником ограбления местного банка. Крис решает помочь Джонни и получает от епископа разрешение съездить в Нью-Йорк, чтобы разобраться с делом Джонни и очистить его имя. Тем временем к Крису заходит шеф полиции Харди, который узнал в Джонни подозреваемого в убийстве. А когда сегодня Харди увидел прибывших из Нью-Йорка Мидж и Майло, он заподозрил, что те что-то замышляют провернуть в этом городе. Харди говорит, что должен задержать Джонни и передать его полиции Нью-Йорка. Карен, которая как и Крис, уверена в невиновности Джонни, предлагает другой план. Она уговаривает Криса взять её с собой в Нью-Йорк, чтобы совестными усилиями разоблачить Фестига и его команду.
По приезде в Нью-Йорк Карен надевает эффектное вечернее платье, в котором направляется в бар, где собираются люди Фестига. Через несколько минут ей удаётся познакомиться с Энджелом. В течение вечера Карен постепенно входит к нему в доверие, отправляясь на танцы и гуляя по ночным клубам. Когда она чувствует, что Энджел уже готов к разговору, она сообщает, что готовит ограбление банка в Лонгэкре, где её сообщником выступает служащий банка Джонни Грант, которого она шантажирует. План Карен кажется Энджелу убедительным, и он соглашается принять участие в ограблении. Карен рассчитывает, что во время подготовки ограбления Энджел потеряет бдительность и расскажет ей, как был убит полицейский и подставлен Джонни. Однако Крис переживает за Карен, которая подвергает свою жизнь риску, и потому решает сыграть на опережение. Он звонит на вокзал и просит передать Карен, чтобы они с Энджелом ехали не в гостиницу, а прямо к нему домой. Когда Карен и Энджел оказываются в квартире Криса, тот прямо просит Энджела рассказать всю правду о том, как был убит полицейский и подставлен Джонни. Поняв, что его обманули, Энджел набрасывается на Криса, однако тот, используя свою недюжинную физическую силу заставляет Энджела капитулировать. Когда по просьбе Карен приезжает Харди, то застаёт сцену, как Крис читает Библию благостному Энджелу. Карен показывает Харди письменные показания Энджела, в которых тот называет Фестига убийцей Райана. После того, как доброе имя Джонни восстановлено, он возвращается в Нью-Йорк, говоря на прощание Крису, что Карен любит его.

## В ролях
- Уэйн Моррис — Крис Торгенсон
- Лоис Максвелл — Карен Лонг
- Гордон Макрэй — Джонни Грант
- Мэри Стюарт — Мидж Паркер
- Энтони Уорд — Кон Фестиг
- Джимми Эймс — Энджел Пэнзер
- Марк Логан — Майло Браун
- Эдди Данн — Эд Харди
- Чарльз Марш — Сэм Бэнкрофт
- Дик Уолш — куотербек
- Дуглас Кеннеди — голос диктора
- Джо Мактёрк — Блинки

## Создатели фильма и исполнители главных ролей
Это первый художественный фильм продюсера Сола Элкинса, который ранее работал на студии продюсером короткометражных фильмов.
Этот фильм также стал первой и единственной полнометражной картиной в карьере Шерри Шурдса, где он выступил как режиссёр. В основном Шурдс работал ассистентом режиссёра на студии Warner Bros. В 1936 году Шрудс был номинирован на «Оскар» как ассистент режиссёра фильма «Сон в летнюю ночь» (1935). Среди прочих 46 картин, где Шурдс выступал в качестве ассистента режиссёра, такие известные ленты, как «Одиссея капитана Блада» (1935) «Ангелы с грязными лицами» (1938), «Письмо» (1940), «Вперёд, путешественник» (1942) и «Переломный момент» (1950).
Начиная с 1936 года и до своей скоропостижной смерти в возрасте 45 лет в 1959 году актёр Уэйн Моррис успел сыграть в 63 фильмах, среди которых «Кид Галахад» (1937), где у него была одна из главных ролей боксёра, «Глубокая долина» (1947), «Спецотряд» (1949), «Охранник дилижансов» (1954), «Дорогой воровства» (1957) и «Тропы славы» (1957).
Канадская актриса Лоис Максвелл более всего известна по роли мисс Манипенни, которую она сыграла в 14 первых фильмах из серии о Джеймсе Бонде 1962—1985 годов. Она также сыграла роли второго плана в таких памятных фильмах, как «Эта девушка Хэгена» (1947), за который получила «Золотой глобус» как самая многообещающая дебютанта, «Тёмное прошлое» (1948), «Коридор зеркал» (1948), «Лолита» (1962) и «Призрак дома на холме» (1963).
Фильм стал экранным дебютом для радиопевца Гордона Макрэя, после которого он снялся в фильме нуар «Ответный удар» (1950). В дальнейшем Макрэй сыграл главные мужские роли в музыкальных комедиях с Дорис Дэй «Чай для двоих» (1950), «Бухта луны» (1950) и его сиквеле «В свете серебристой луны» (1953), а затем сыграл главные роли в популярных мюзиклах «Оклахома!» (1955) и «Карусель» (1956).
Актриса Мэри Стюарт впоследствии сделала успешную карьеру на телевидении, сыграв, в частности, в трёх многолетних мыльных операх — «Поиск завтрашнего дня» (1951—1986, 384 эпизода), «Одна жизнь, чтобы жить» (1988) и «Путеводный свет» (1996—2002, 346 эпизодов).

## История создания фильма
Рабочее название фильма — «Сражающийся ужас» (англ.  The Fighting Terror).
Фильм находился в производстве с середины до конца января 1948 года, и вышел на экраны 26 июня 1948 года.

## Оценка фильма критикой
Фильм вызвал сдержанный интерес критики. Современный киновед Сандра Бреннан отметила, что «в этой мелодраме бывший спортсмен, ставший священником, помогает молодому боксёру, которого подставляют в убийстве после отказа сдать предстоящий бой».
Другой современный киновед Майкл Кини написал: «Постарайтесь не заснуть до того момента, когда пастор Моррис избивает мошенника, выбивая из него признание». Среди актёров Кини отметил Лоис Максвелл в роли бывшей армейской медсестры и романтического интереса как боксёра, так и пастора, а также Стюарт в роли коварной девушки, которой Макрей по своей глупости доверяет.